# Lewis (Kolorado)
Lewis – jednostka osadnicza w Stanach Zjednoczonych, w stanie Kolorado, w hrabstwie Montezuma.